# 高橋利信
高橋 利信（たかはし としのぶ、1974年11月7日 - ）は、社会人野球の元選手（内野手）。七十七銀行に所属していた。

## 経歴・人物
東北工大電子工高時代、3年夏は宮城県予選のベスト4まで勝ち進んだが甲子園には届かなかった。
高校卒業後は、東北学院大学に進んだが、当時の仙台六大学リーグは東北福祉大学の黄金期で、高橋は在学中の4年間、優勝を経験することはなかったが、3年時に春・秋リーグでベストナイン一塁手に選ばれている。
大学卒業後は社会人野球の七十七銀行に入行。この頃の七十七銀行は宮城県内でも実力をつけ始めた時期で、高橋が入行した1996年に初めて都市対抗野球大会東北2次予選の代表決定戦に駒を進めるまでチーム力が上がっていたが、ここから7年間にわたり、9度の代表決定戦のチャンスでことごとくチームは敗れ、辛酸を嘗める。高橋は長打力のあるスラッガーとして他チームの補強選手に選ばれ、東京ドームの舞台に立つが、自チームでの出場はならなかった。
2001年、第28回社会人野球日本選手権大会で七十七銀行は初めて全国大会に出場。結果は、初戦のサンワード貿易戦で4-10で敗れた。
2年後の2003年、第74回都市対抗野球大会で10度目のチャレンジで東北第1代表として七十七銀行は本戦出場を決める。このときも高橋は不動の4番打者としてチームを引っ張った。結果は、1回戦の日本通運戦で1-3で惜敗。
2004年、第75回都市対抗野球大会では、七十七銀行は同じく東北代表として本大会に出場したJTと共に快進撃を続け、両チームともベスト4入り。4強に東北勢2チームという史上初の快挙を成し遂げた。高橋は4番打者として勝負強い打撃を披露、大会優秀選手（三塁手）を受賞した。と同時に、この年の社会人ベストナイン三塁手部門を獲得。東北地区のチーム所属選手のベストナイン受賞は史上初であった。
2006年、第77回都市対抗野球大会では七十七銀行は皮肉にもその名前の回次の大会の出場を逃してしまうが、高橋は東北第2代表のTDKに補強され、主に3番・サードで出場。TDKはこの大会で大会初勝利を挙げるとそのまま優勝まで一気に駆け上がり、高橋も野球人生初の優勝を味わった。
30代後半まで現役を続けた息の長い選手であった。
現在は引退している。

## 主な表彰・タイトル
- 仙台六大学野球連盟ベストナイン　2回（1994年春・1994年秋、いずれも一塁手）
- 第75回都市対抗野球大会首位打者賞、大会優秀選手（三塁手） （2004年）
- 第77回都市対抗野球大会大会優秀選手（三塁手） （2006年）
- 都市対抗野球大会10年連続出場表彰 （2011年）
- 社会人ベストナイン　1回（2004年・三塁手）